# 歐仁尼奧·塔瓦雷斯
歐仁尼奧·德保拉·塔瓦雷斯（葡萄牙語：Eugénio de Paula Tavares，1867年10月18日—1930年6月1日）是一位出身佛得角布拉瓦島的詩人。他以布拉瓦島的克里奧爾語寫成的詩歌（莫尔纳）而聞名。

## 紀念
其故鄉布拉瓦島新辛特拉的主廣場就是為紀念他而建的，設有一座其紀念半身像。其故居設為博物館。
2014年，佛得角大學與葡萄牙卡蒙斯學院共同設立了尤金尼奧·塔瓦雷斯葡萄牙語教授席位，以推動佛得角葡萄牙語教學研究。

## 外部連結
- Eugénio Tavares （页面存档备份，存于）